# ترافيل (أنغلزي)
ترافيل (بالإنجليزية: Tryfil)‏ هي منطقة سكنية تقع في ويلز في أنغلزي.